# A Different Drum
A Different Drum è stata una casa discografica indipendente statunitense. Era specializzata soprattutto nel settore della musica synth pop e nei suoi derivati. La casa discografica ha pubblicato centinaia di album, singoli e compilation. Tra il 2001 e il 2010 è stata una delle case discografiche di maggior prestigio del genere. Dal 2011 a causa della crisi del mercato discografico, ha terminato l'attività di pubblicazione, commercializzando saltuariamente solo alcune edizioni limitate. Nel 2014 avviene la chiusura definitiva.

## Artisti
- Access Zero
- Alien Skin
- A Blue Ocean Dream
- B! Machine
- Blue October UK
- Blume
- Code 64
- Cosmicity
- De/Vision
- Disreflect
- Echo Image
- The Echoing Green
- Elmodic
- Endless Shame
- Faith Assembly
- Fantazja
- Intuition
- Iris
- KieTheVez
- Leiahdorus
- Michigan
- Midnight Resistance
- Monolithic
- Neuropa
- Neuroactive
- Nevarakka
- Opium
- Real Life
- Rename
- Sequencia
- Silica Gel
- Somegirl
- Syrian
- System22
- T.O.Y.
- Ultraviolet
- Zero-eq